# Stavrokonnou
Stavrokonnou (griechisch Σταυροκόννου, türkisch Aydoğan) ist eine Gemeinde im Bezirk Paphos in der Republik Zypern. Bei der Volkszählung im Jahr 2021 hatte sie 51 Einwohner.

## Name
Es scheint, dass der ursprüngliche Ortsname Stavros tou Konnos war, wobei Konnos den „Lehmboden“ der Gegend bedeutet. Mehrere Toponyme auf Zypern hatten und haben aufgrund der Bodenart das zusammengesetzte Wort „konnos“.
Stavrokonnou bedeutet auf Griechisch „Hügel des Kreuzes“. Die Zyperntürken nahmen 1958 den alternativen Namen Aydoğan an – Ay bedeutet „Mond“ und doğan bedeutet „Falke“.

## Lage und Umgebung

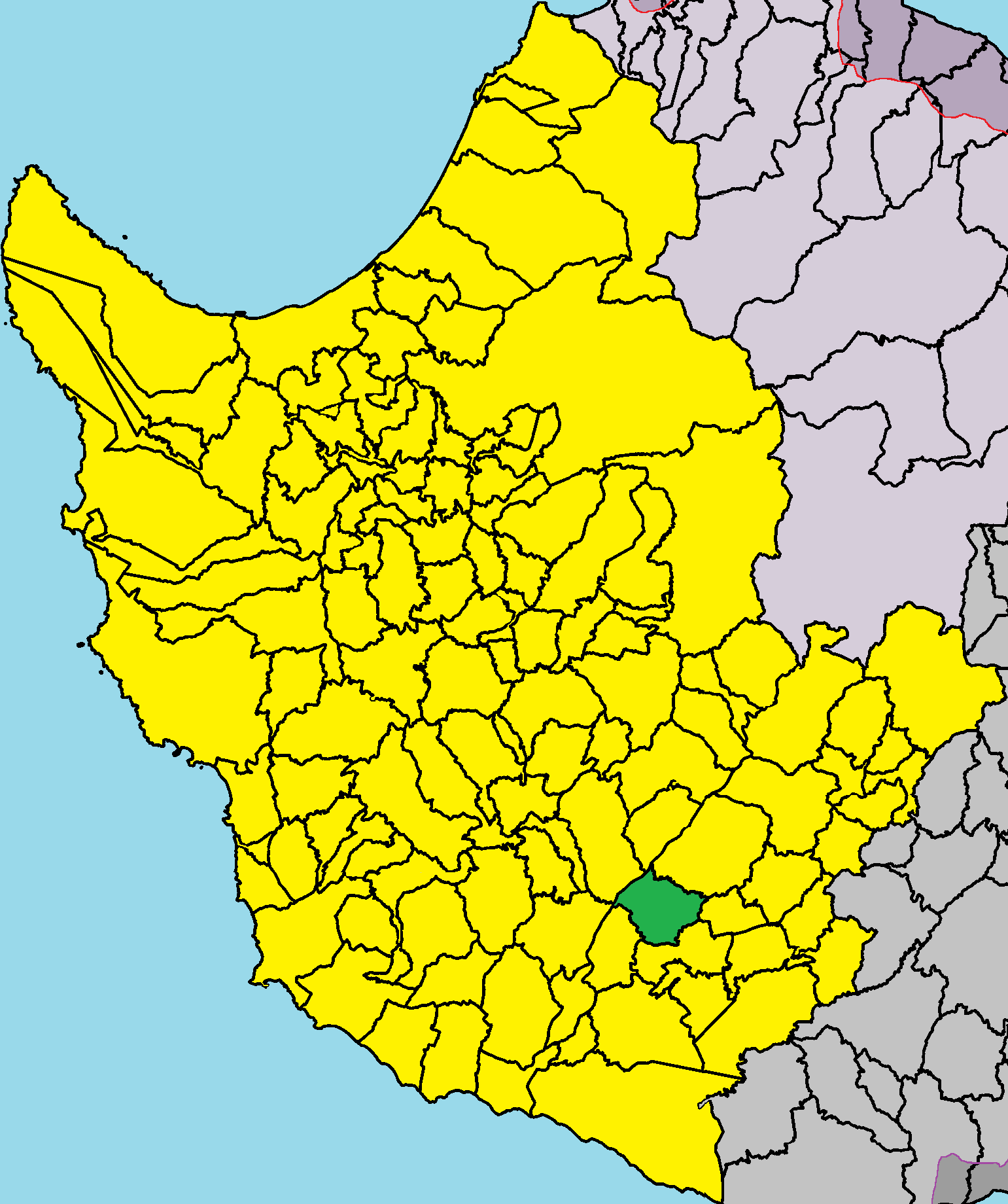
Lage im Bezirk Paphos

Stavrokonnou liegt im Südwesten der Mittelmeerinsel Zypern auf einer Höhe von etwa 435 Metern, etwa 26 Kilometer östlich von Paphos, 63 Kilometer nordwestlich von Limassol und 124 Kilometer südwestlich von Nikosia. Das 9,09807 Quadratkilometer große Dorf grenzt im Norden an Agia Marina Kelokedaron und Kelokedara, im Osten an Agios Georgios, im Süden an Mamonia, im Südwesten an Choletria, im Westen an Nata und im Nordwesten an Amargeti. Das Dorf kann über die Straße F617 erreicht werden.
Die durchschnittliche jährliche Niederschlagsmenge beträgt rund 510 Millimeter. Geologisch betrachtet wird das Gemeindegebiet von den Tonen der Monis-Formation, den Ablagerungen der Lefkara-Formation (Kreiden, Mergel und Keratolithe), den Ablagerungen der Mamonion-Formation und den rezenten Schwemmlandablagerungen des Holozäns dominiert. Auf diesen Gesteinen entwickelten sich kalkhaltige Böden, Böden der Mamonia-Formation und Schwemmland.

## Geschichte
Vermutlich befand sich während der byzantinischen Zeit in der Gegend das Kloster Stavros, um das herum die Siedlung entstand, die mit dem Namen Stavroconnu in einem Dokument aus der Zeit der venezianischen Herrschaft erscheint. In der Zeit nach der Eroberung Zyperns durch die Osmanen 1570/71 wurde das Dorf von Türken bewohnt, die nach und nach die Griechen verdrängten, bis Stavrokonnou vollständig türkisch wurde.
Florios Voustronios (16. Jahrhundert) erwähnt eine Siedlung namens Stavrokomi, bei der es sich wahrscheinlich um Stavrokonnou handelte. Darin wird erwähnt, dass während der Neuverteilung der Lehen, die der König von Zypern Jakob II. nach seiner Thronbesteigung im Jahr 1460 durchführte, Stavrokomi dem Beamten Hieronymus Salviati übergeben wurde.

### Bevölkerungsentwicklung
Während dem interkommunalen Konflikt 1963 bis 1964 wurden alle sechs Zyperngriechen, die damals in Stavrokonnou lebten, vertrieben. Im gleichen Zeitraum wurde es zu einer wichtigen Hochburg zyperntürkischer Kämpfer und diente als wichtiges Aufnahmezentrum für vertriebene Zyperntürken aus umliegenden Dörfern.
Stavrokonnou ergab sich bei der Türkischen Invasion Zyperns 1974 nicht. Die meisten der Kämpfer und Zivilisten im Dorf blieben, bis sie am 7. September 1975 unter UNFICYP-Eskorte evakuiert wurde. Einige warteten jedoch nicht bis zum geplanten Evakuierungstermin und flohen heimlich durch die Berge in den Norden der Insel. Nach Abzug der Zyperntürken wurde das Dorf zur Ansiedlung vertriebener Zyperngriechen aus dem Norden der Insel genutzt.
Die folgende Tabelle zeigt die Bevölkerung des Dorfes, wie sie in den in Zypern durchgeführten Volkszählungen erfasst wurde.
| Jahr      | 1881 | 1891 | 1901 | 1911 | 1921 | 1931 | 1946 | 1960 | 1976 | 1982 | 1992 | 2001 | 2011 | 2021 |
| Einwohner | 211  | 243  | 240  | 292  | 291  | 322  | 437  | 627  | 159  | 138  | 70   | 102  | 56   | 51   |